# Rolando Rivi
Rolando Rivi, född 7 januari 1931 i San Valentino di Castellarano, Emilia-Romagna, död 13 april 1945 i Piane di Monchio, Palagano, Emilia-Romagna, var en italiensk romersk-katolsk seminarist och martyr. Han vördas som salig i Romersk-katolska kyrkan, med minnesdag den 13 april.

## Biografi
Rolando Rivi var son till lantbrukaren Roberto Rivi (1903–1992) och Albertina Canovi. År 1942 påbörjade Rolando Rivi sina studier vid det lägre seminariet i Marola i Carpineti och ikläddes sin kassock. Efter att Tyskland hade ockuperat Italien skickades Rivi hem, men han fortsatte att bära kassocken, mot sina föräldrars vilja. I Italien rådde antikatolska stämningar och kyrkliga företrädare angreps av bland annat kommunistiska partisaner. Rivi menade att kassocken visade att han tillhörde Jesus och vägrade att lägga av den.
När Rivi den 10 april 1945 var på väg hem från kyrkan, blev han bortrövad av en grupp kommunistiska partisaner. De anklagade honom för att ha kollaborerat med fascisterna och spionerat åt den tyska ockupationsmakten, slet av honom kassocken och misshandlade honom. Partisanerna förde Rivi till en bondgård där de torterade honom. Den 13 april ledde de honom till en på förhand grävd grav och sköt honom i hjärtat och vänster tinning. Rolando Rivi hade mördats in odium fidei (”i hat mot tron”).
Rolando Rivi är begravd i kyrkan Santi Eleucadio e Valentino Martiri i Castellarano. Han saligförklarades den 5 oktober 2013.